# Jrebeng (Wonomerto)
Jrebeng is een bestuurslaag in het regentschap Probolinggo van de provincie Oost-Java, Indonesië. Jrebeng telt 2978 inwoners (volkstelling 2010).